# Saint-Privat-de-Champclos
Saint-Privat-de-Champclos is een gemeente in het Franse departement Gard (regio Occitanie). De plaats maakt deel uit van het arrondissement Alès. Saint-Privat-de-Champclos telde op 1 januari 2022 336 inwoners.

## Geografie
De oppervlakte van Saint-Laurent-d'Aigouze bedroeg op 1 januari 2022 11,64 vierkante kilometer; de bevolkingsdichtheid was toen 28,9 inwoners per km². In het zuiden van de gemeente liggen aan de Cèze stroomafwaarts de volgende naturistenterreinen: Le Bois de Sablière, Château de Fereyrolles en Le Ran de Chabrier. Aan de overkant van de Cèze in de gemeente Méjannes-le-Clap ligt dan weer het naturistenterrein La Génèse.

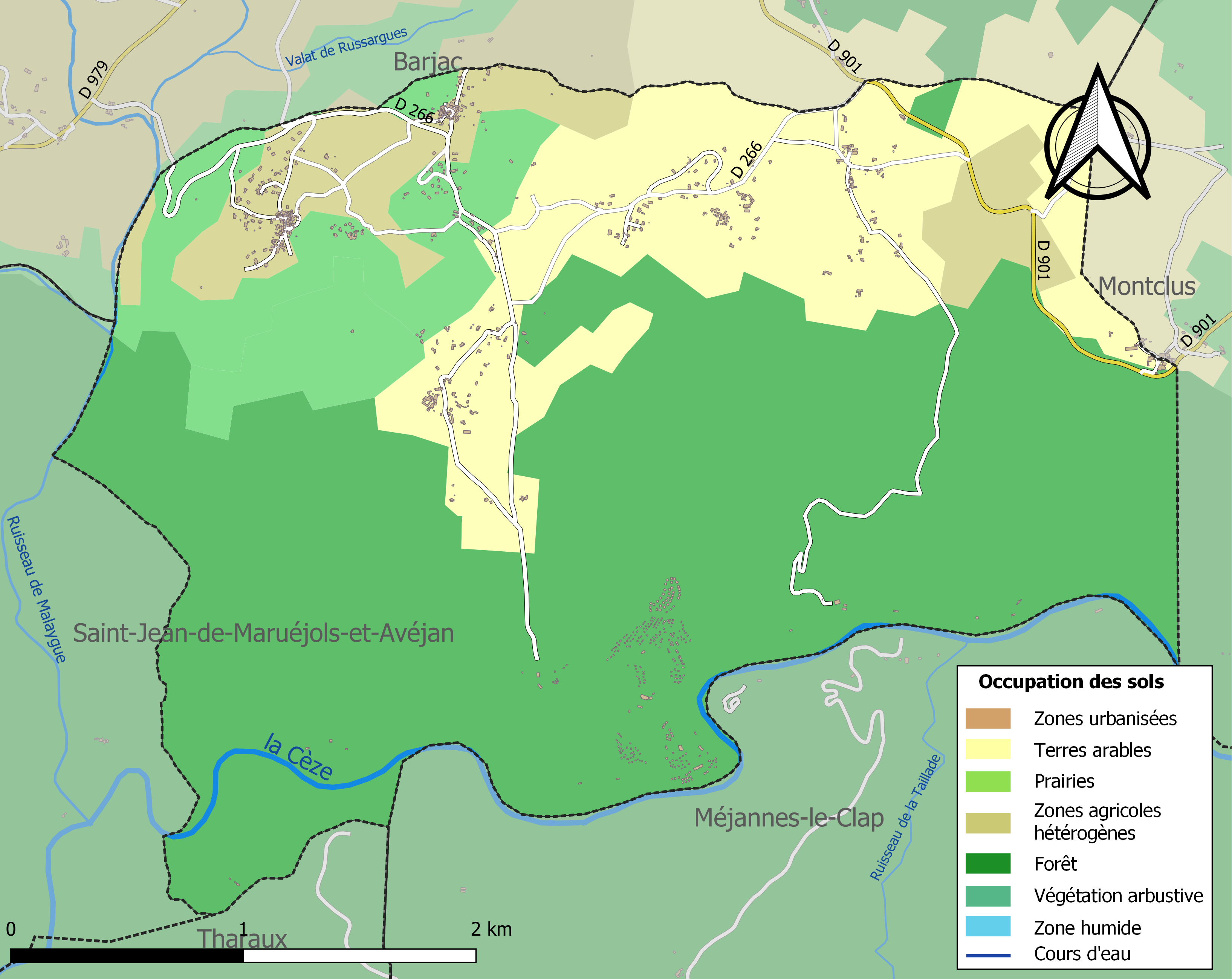
Kaart van de gemeente met belangrijkste infrastructuur, bodemgebruik en omliggende gemeenten

## Demografie
Onderstaande figuur toont het verloop van het inwonertal (bron: INSEE-tellingen).